# Leuchtturm Bogskär
Der Leuchtturm Bogskär (Bogskärin majakka finnisch, Bogskärs fyr schwedisch) befindet sich auf den Bogskär-Inseln der Åland-Inseln. Er markiert als südlichster Punkt auch die Grenze Finnlands.

## Geschichte
Im Jahr 1813 wurde auf diesem Felsen der Schären ein steinerner Turm gebaut, den man 1851 durch einen größeren mit einer Höhe von 5,4 m ersetzte. 1856 wurde die Anlage im Krimkrieg zerstört.
Im Jahr 1861 wurde ein neues Leuchtfeuer aus behauenem Stein errichtet. Die sechs Seiten haben eine Höhe von 5,3 m, die Basis ist 2,7 m diagonal. Das Leuchtfeuer wurde mit einem 1,9 m Mast mit einer Windfahne abgeschlossen. Dieser Bau ist bis heute erhalten und in die aktuelle Konstruktion integriert. 1882 wurde erneut erweitert. Der Neubau wurde am 29. August 1882 feierlich eingeweiht und am 12. September erstmals angezündet in Betrieb. Dieser Bau wurde aber nach dem Ersten Weltkrieg stark verändert.

1872 wurde beschlossen, auf der einsamen Klippe einen neuen Leuchtturm aus Metall zu bauen, um den zunehmenden Verkehr in schwierigem Seegebiet zu sichern. Mit der Planung und Zeichnung des Leuchtturms wurde das schwedische Leuchtturmbauamt (schwedisch Fyringenjörskontoret) unter der Leitung von Gustaf von Heidenstam (1822–1887) beauftragt. Den  Bau des Leuchtturms sollte der finnische Baumeister Georg Wilenius (1831–1892) ausführen. Der Auftrag zur Konstruktion und Fertigung der Beleuchtungsmechanik ging an die Firma Henry-Lepaute in Paris. Der französische Uhrmacher Augustin Michel Henry-Lepaute (1800–1885) beschäftigte sich ab 1838 auch mit der Anfertigung von Mechaniken und Linsen für Leuchttürme. Die Eisenteile wurden von der im Leuchtturmbau erfahrenen Ludvigsbergs Mekaniska Verkstad in Stockholm vorgefertigt.

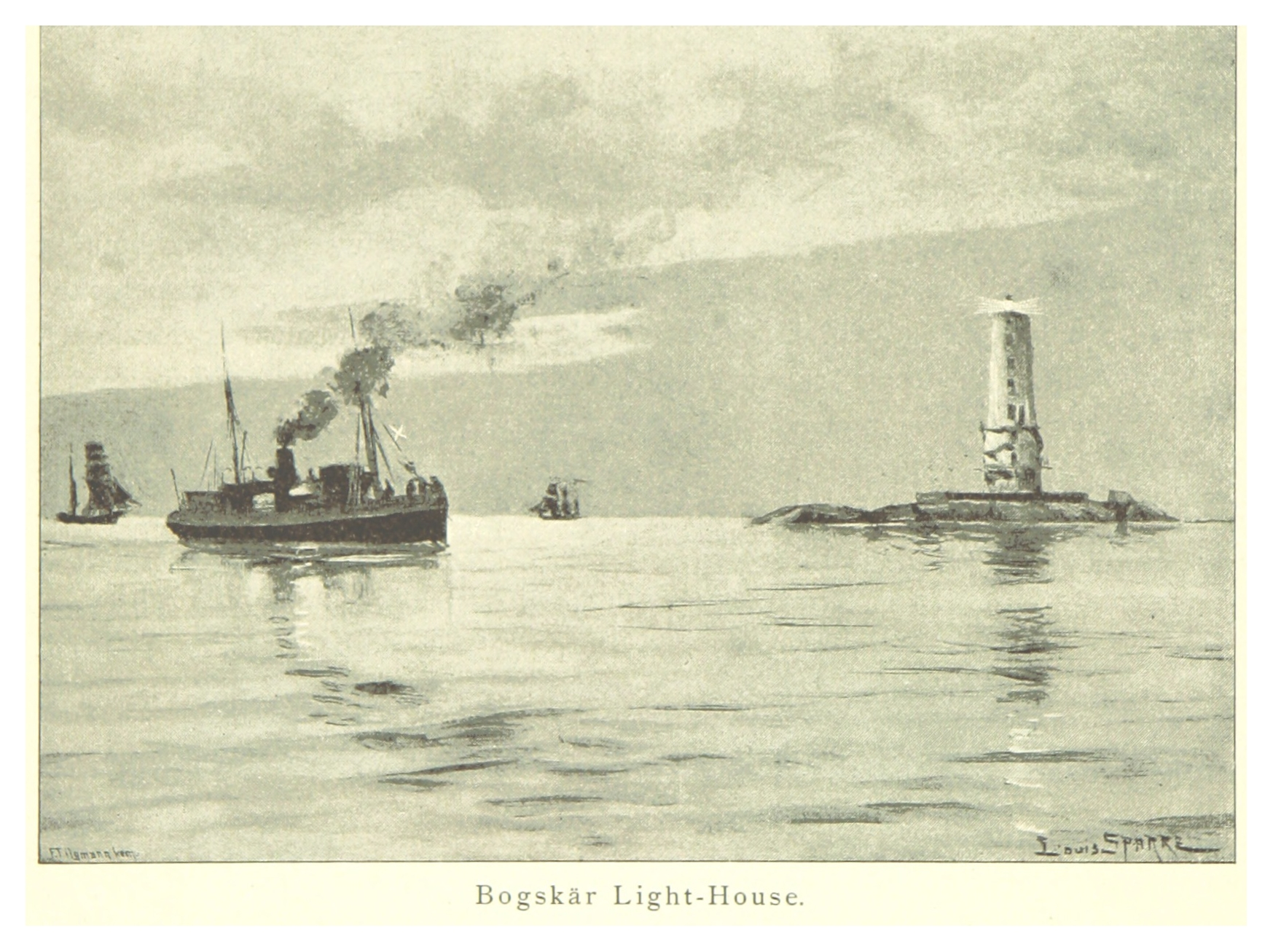
Zeichnung von 1894

Im Februar 1889 wurde der Turm durch einen schweren Sturm beschädigt. Die Verkleidungsplatten wurden abgerissen, Fenster und Türen waren herausgerissen. Das Rettungsboot war total demoliert. Das Turmdach flog weg und die Lichter gingen aus. Das Personal mussten einen Monat warten, bis sie von der Rettung erreicht wurden.
Im Jahr 1894 wurde der Leuchtturm durch Füllen mit Beton zwischen den Stahlrümpfen bis zum dritten Stock verstärkt. Die Kommunikation mit der Außenwelt wurde durch Brieftauben verbessert. Im Jahr 1906 wurde die erste Funktelegrafenlinie zwischen Bogskär und Mariehamn eröffnet.

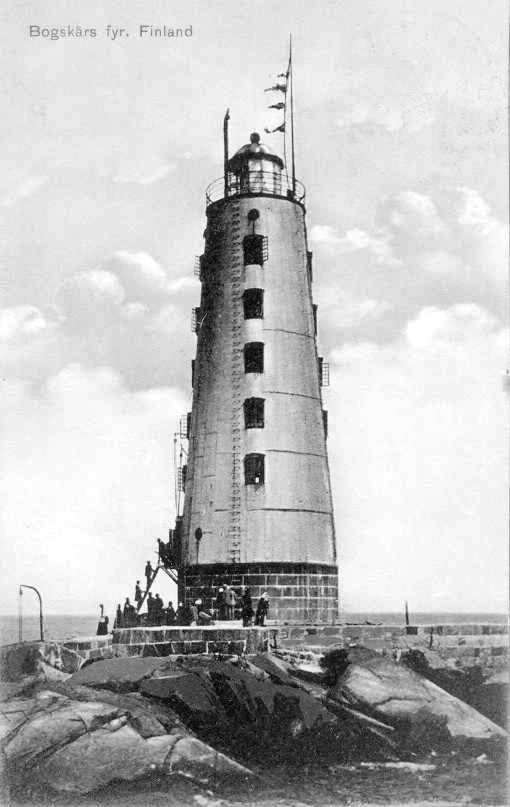
Foto vor 1915

Im Jahr 1914 wurde das Personal infolge des Ausbruchs des Ersten Weltkriegs vorsorglich militärisch verstärkt.

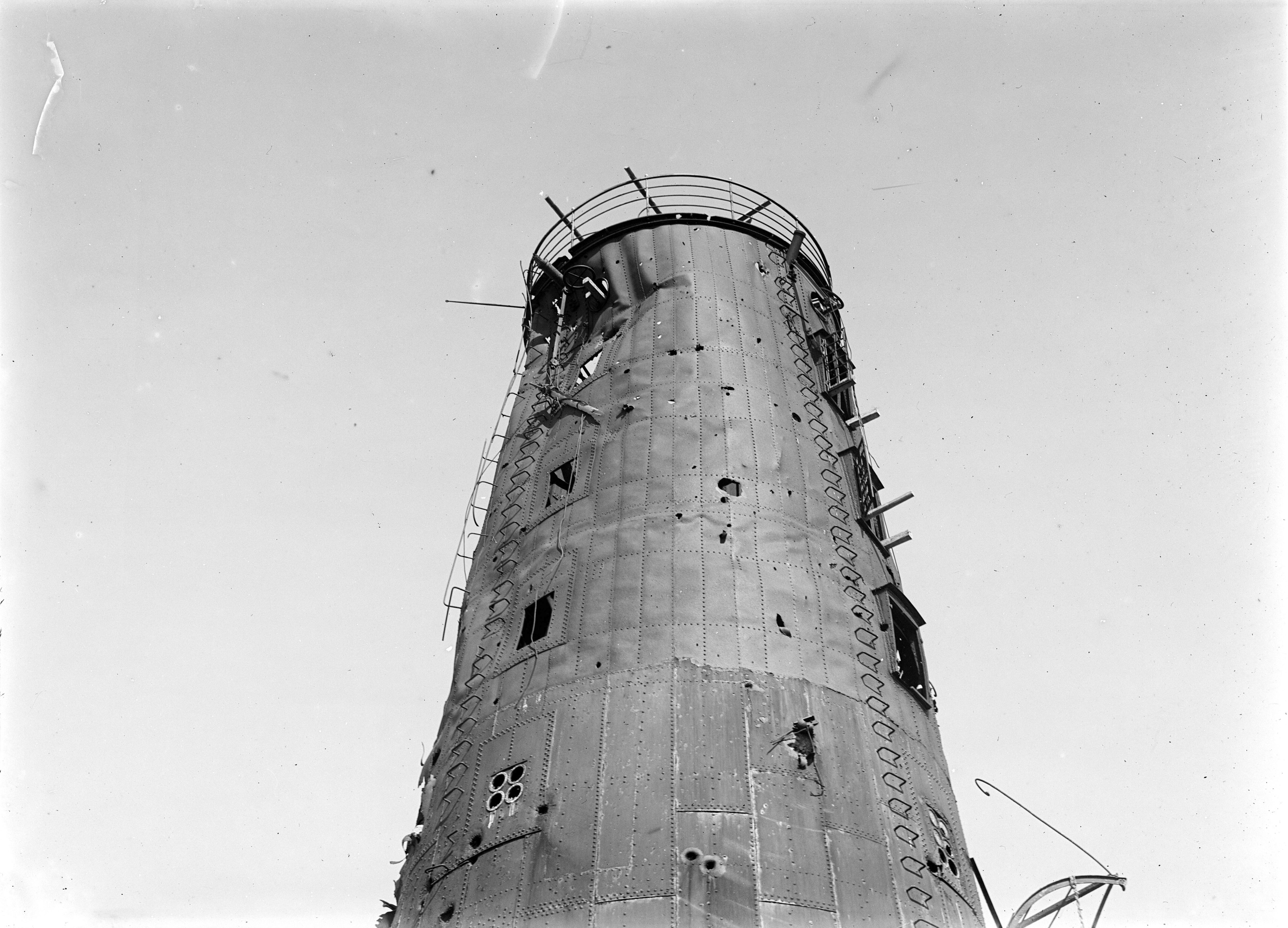
1915 nach Beschuss

1915 wurde der Leuchtturm von einem deutschen Kriegsschiff beschossen (siehe Gotland-Raid). Das entstandene Feuer zerstörte das Innere des Leuchtturms. Der Schaden wurde so groß, dass der Betrieb nicht mehr aufgenommen werden konnte.
Nach dem Ersten Weltkrieg wurde der Leuchtturmausbau von 1882 renoviert, automatisiert und mit Acetylengas betrieben. Bei einer Renovierung im Jahr 1981 erhielt er einen Helipad über dem Laternenhaus. Bogskär wurde zu einem Radarturm ausgebaut und mit Geräten zur Wetterbeobachtung ausgestattet. Inzwischen wird der Leuchtturm mit Solarenergie betrieben.